# Martin Boddey
Martin Boddey, né à Stirling le 16 avril 1907 et mort à Londres le 24 octobre 1975, est un acteur britannique.
À partir du milieu de sa carrière, il a régulièrement tenu des rôles de policiers ou de magistrats.

## Filmographie partielle

### Au cinéma
- 1949 : Le Troisième Homme
- 1950 : La Cage d'or
- 1950 : Ultimatum
- 1951 : Appointment with Venus
- 1951 : La Vallée des aigles
- 1953 : Échec au roi
- 1954 : Face the Music
- 1956 : Whisky, Vodka et Jupon de fer (The Iron Petticoat) de Ralph Thomas
- 1956 : Le Gentleman et la Parisienne (The Silken Affair) de Roy Kellino
- 1957 : Comment tuer un oncle à héritage
- 1958 : La Brigade des bérets noirs
- 1959 : L'Île des réprouvés (The Siege of Pinchgut) de Harry Watt
- 1959 : Les Aventuriers du Kilimandjaro
- 1960 : Oscar Wilde
- 1961 : La Lame nue de Michael Anderson
- 1963 : L'Étrange Mort de Miss Gray
- 1966 : Un homme pour l'éternité (A Man for All Seasons) de Fred Zinnemann

### À la télévision
- 1951 : The Adventure of the Mazarin Stone
- 1962 : Le Prince et le Pauvre
- 1972 : Doctor Who (épisode The Sea Devils)